# Lampolja
Lampolja är en genomskinlig, brännbar vätska baserad på n-paraffin och som ofta används som bränsle till olje- och fotogenlampor som alternativ till fotogen. Lampoljan är luktfri och har en flampunkt på cirka 70 °C. Några sorter är lätt nedbrytbara. Lampolja är inte vattenlöslig.